# Troféu Memorial Calder

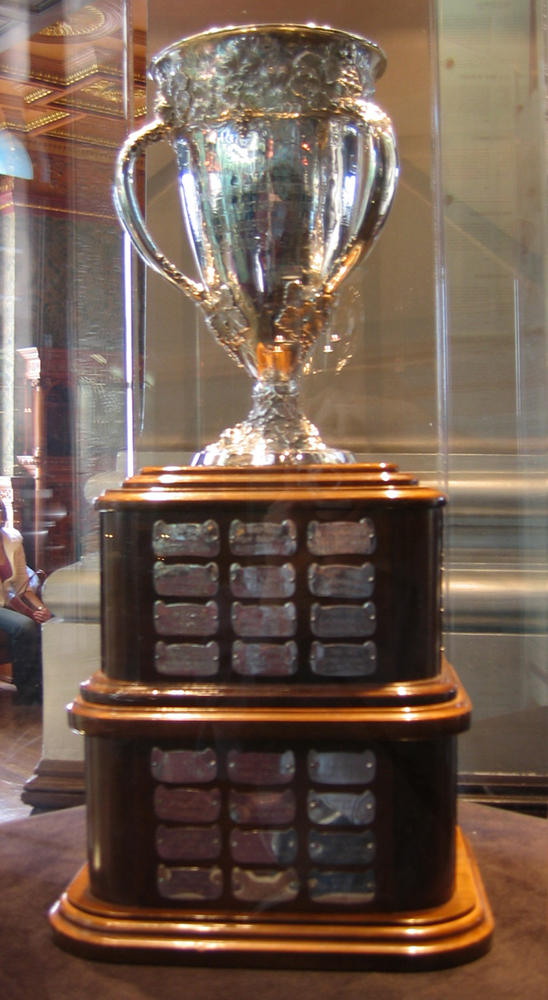
Troféu Calder

O Troféu Memorial Calder, ou simplesmente Troféu Calder (Calder Memorial Trophy em inglês), é o troféu dado ao jogador considerado o melhor novato do ano na NHL.
Apesar de os jogadores considerados novatos do anos serem reconhecidos desde 1932–33, o Troféu Calder só foi instituído apóa a temporada de 1936–37, quando Frank Calder passou a comprá-lo todos os anos. Por causa disso, o nome do troféu é uma homenagem a Calder, presidente da National Hockey League da criação da liga, em 1917, até sua morte, em 1942. Após sua morte, o troféu foi rebatizado de Troféu Memorial Calder.
Para um jogador ter direito a concorrer ao troféu, ele não pode ter completado 26 anos antes de 15 de setembro da temporada em questão nem disputado mais e 25 jogos na NHL ou mais de cinco em cada uma das duas temporadas anteriores.

## Vencedores
| C | central  | LW | ponta esquerda |
| D | defensor | RW | ponta-direita  |
| G | goleiro  |    |                |

| Temporada | Vencedor                           | Time                  | Posição | Idade |
| --------- | ---------------------------------- | --------------------- | ------- | ----- |
| 1932–33   | Carl Voss                          | Detroit Red Wings     | C       | 25    |
| 1933–34   | Russ Blinco                        | Montreal Maroons      | C       | 25    |
| 1934–35   | Sweeney Schriner                   | New York Americans    | PE      | 22    |
| 1935–36   | Mike Karakas                       | Chicago Black Hawks   | G       | 23    |
| 1936–37   | Syl Apps                           | Toronto Maple Leafs   | C       | 21    |
| 1937–38   | Cully Dahlstrom                    | Chicago Black Hawks   | C       | 24    |
| 1938–39   | Frank Brimsek                      | Boston Bruins         | G       | 24    |
| 1939–40   | Kilby MacDonald                    | New York Rangers      | PE      | 25    |
| 1940–41   | Johnny Quilty                      | Montreal Canadiens    | C       | 19    |
| 1941–42   | Grant Warwick                      | New York Rangers      | PD      | 19    |
| 1942–43   | Gaye Stewart                       | Toronto Maple Leafs   | PD      | 19    |
| 1943–44   | Gus Bodnar                         | Toronto Maple Leafs   | C       | 20    |
| 1944–45   | Frank McCool                       | Toronto Maple Leafs   | G       | 25    |
| 1945–46   | Edgar Laprade                      | New York Rangers      | C       | 25    |
| 1946–47   | Howie Meeker                       | Toronto Maple Leafs   | PD      | 21    |
| 1947–48   | Jim McFadden                       | Detroit Red Wings     | C       | 27    |
| 1948–49   | Pentti Lund                        | New York Rangers      | PD      | 22    |
| 1949–50   | Jack Gelineau                      | Boston Bruins         | G       | 24    |
| 1950–51   | Terry Sawchuk                      | Detroit Red Wings     | G       | 20    |
| 1951–52   | Bernie Geoffrion                   | Montreal Canadiens    | PD      | 20    |
| 1952–53   | Gump Worsley                       | New York Rangers      | G       | 23    |
| 1953–54   | Camille Henry                      | New York Rangers      | C       | 20    |
| 1954–55   | Ed Litzenberger                    | Chicago Black Hawks   | PD      | 22    |
| 1955–56   | Glenn Hall                         | Detroit Red Wings     | G       | 23    |
| 1956–57   | Larry Regan                        | Boston Bruins         | PD      | 26    |
| 1957–58   | Frank Mahovlich                    | Toronto Maple Leafs   | PE      | 19    |
| 1958–59   | Ralph Backstrom                    | Montreal Canadiens    | C       | 20    |
| 1959–60   | Bill Hay                           | Chicago Black Hawks   | C       | 23    |
| 1960–61   | Dave Keon                          | Toronto Maple Leafs   | C       | 20    |
| 1961–62   | Bobby Rousseau                     | Montreal Canadiens    | PD      | 21    |
| 1962–63   | Kent Douglas                       | Toronto Maple Leafs   | D       | 26    |
| 1963–64   | Jacques Laperriere                 | Montreal Canadiens    | D       | 21    |
| 1964–65   | Roger Crozier                      | Detroit Red Wings     | G       | 22    |
| 1965–66   | Brit Selby                         | Toronto Maple Leafs   | PE      | 20    |
| 1966–67   | Bobby Orr                          | Boston Bruins         | D       | 18    |
| 1967–68   | Derek Sanderson                    | Boston Bruins         | C       | 21    |
| 1968–69   | Danny Grant                        | Minnesota North Stars | PD      | 23    |
| 1969–70   | Tony Esposito                      | Chicago Black Hawks   | G       | 26    |
| 1970–71   | Gilbert Perreault                  | Buffalo Sabres        | C       | 19    |
| 1971–72   | Ken Dryden                         | Montreal Canadiens    | G       | 24    |
| 1972–73   | Steve Vickers                      | New York Rangers      | PE      | 21    |
| 1973–74   | Denis Potvin                       | New York Islanders    | D       | 19    |
| 1974–75   | Eric Vail                          | Atlanta Flames        | PE      | 20    |
| 1975–76   | Bryan Trottier                     | New York Islanders    | C       | 19    |
| 1976–77   | Willi Plett                        | Atlanta Flames        | PD      | 21    |
| 1977–78   | Mike Bossy                         | New York Islanders    | PD      | 20    |
| 1978–79   | Bobby Smith                        | Minnesota North Stars | C       | 20    |
| 1979–80   | Ray Bourque                        | Boston Bruins         | D       | 18    |
| 1980–81   | Peter Stastny                      | Quebec Nordiques      | C       | 24    |
| 1981–82   | Dale Hawerchuk                     | Winnipeg Jets         | C       | 18    |
| 1982–83   | Steve Larmer                       | Chicago Black Hawks   | PD      | 21    |
| 1983–84   | Tom Barrasso                       | Buffalo Sabres        | G       | 18    |
| 1984–85   | Mario Lemieux                      | Pittsburgh Penguins   | C       | 19    |
| 1985–86   | Gary Suter                         | Calgary Flames        | D       | 21    |
| 1986–87   | Luc Robitaille                     | Los Angeles Kings     | PE      | 20    |
| 1987–88   | Joe Nieuwendyk                     | Calgary Flames        | C       | 21    |
| 1988–89   | Brian Leetch                       | New York Rangers      | D       | 20    |
| 1989–90   | Sergei Makarov                     | Calgary Flames        | PD      | 31    |
| 1990–91   | Ed Belfour                         | Chicago Blackhawks    | G       | 25    |
| 1991–92   | Pavel Bure                         | Vancouver Canucks     | PD      | 20    |
| 1992–93   | Teemu Selanne                      | Winnipeg Jets         | PD      | 23    |
| 1993–94   | Martin Brodeur                     | New Jersey Devils     | G       | 21    |
| 1994–95   | Peter Forsberg                     | Quebec Nordiques      | C       | 21    |
| 1995–96   | Daniel Alfredsson                  | Ottawa Senators       | PD      | 22    |
| 1996–97   | Bryan Berard                       | New York Islanders    | D       | 19    |
| 1997–98   | Sergei Samsonov                    | Boston Bruins         | PE      | 18    |
| 1998–99   | Chris Drury                        | Colorado Avalanche    | C       | 22    |
| 1999–00   | Scott Gomez                        | New Jersey Devils     | C       | 19    |
| 2000–01   | Evgeni Nabokov                     | San Jose Sharks       | G       | 25    |
| 2001–02   | Dany Heatley                       | Atlanta Thrashers     | PD      | 20    |
| 2002–03   | Barret Jackman                     | St. Louis Blues       | D       | 21    |
| 2003–04   | Andrew Raycroft                    | Boston Bruins         | G       | 23    |
| 2004–05   | Sem vencedor por causa do locaute. | -                     | -       | -     |
| 2005–06   | Alexander Ovechkin                 | Washington Capitals   | PE      | 20    |
| 2006–07   | Evgeni Malkin                      | Pittsburgh Penguins   | C       | 20    |
| 2007–08   | Patrick Kane                       | Chicago Blackhawks    | PD      | 19    |
| 2008–09   | Steve Mason                        | Columbus Blue Jackets | G       | 21    |
| 2009–10   | Tyler Myers                        | Buffalo Sabres        | D       | 20    |
| 2010–11   | Jeff Skinner                       | Carolina Hurricanes   | C       | 19    |
| 2011–12   | Gabriel Landeskog                  | Colorado Avalanche    | LW      | 19    |
| 2012–13   | Jonathan Huberdeau                 | Florida Panthers      | LW      | 19    |
| 2013–14   | Nathan MacKinnon                   | Colorado Avalanche    | C       | 18    |
| 2014–15   | Aaron Ekblad                       | Florida Panthers      | D       | 19    |
| 2015–16   | Artemi Panarin                     | Chicago Blackhawks    | LW      | 24    |
| 2016–17   | Auston Matthews                    | Toronto Maple Leafs   | C       | 19    |
| 2017–18   | Mathew Barzal                      | New York Islanders    | C       | 21    |
| 2018–19   | Elias Pettersson                   | Vancouver Canucks     | C       | 20    |
| 2019–20   | Cale Makar                         | Colorado Avalanche    | D       | 21    |
| 2020–21   | Kirill Kaprizov                    | Minnesota Wild        | LW      | 24    |
| 2021–22   | Moritz Seider                      | Detroit Red Wings     | D       | 21    |
| 2022–23   | Matty Beniers                      | Seattle Kraken        | C       | 20    |
| 2023–24   | Connor Bedard                      | Chicago Blackhawks    | C       | 18    |